# All Saints (zespół muzyczny)
All Saints – wokalny girlsband popowy pochodzący z Wielkiej Brytanii. Muzykę grupy zalicza się do gatunków pop i rhythm and blues. Początkowo zespół nazywał się All Saints 1975, uprawiał blues, a jego muzykę inspirowali Eric Clapton i John Lee Hooker.
Ich ostatnim albumem jest wydany w kwietniu 2016 Red Flag. Pierwszym singlem z płyty był utwór „One Strike”, którego premiera miała miejsce 23 lutego 2016 na oficjalnym profilu All Saints w serwisie YouTube.
W skład grupy wchodzą: Melanie Blatt, Shaznay Lewis, Nicole Appleton oraz Natalie Appleton.
Początkowo zespół był tercetem, od 1996 roku to kwartet.

## Dyskografia

### Albumy
- All Saints (1997) – złota płyta w Polsce[1]
- The Remix Album (1998)
- Saints & Sinners(inne języki) (2000)
- All Hits (2001)
- Studio 1(inne języki) (2006)
- Red Flag (2016)[2]

### Single
- „Pure Shores” (2000)